# Aprutium
Aprutium és el nom en llatí de la regió entorn de Teramo, a Itàlia. D'aquesta denominació llatina deriva l'actual nom de la regió italiana dels Abruços.
Segons la hipòtesi més acreditada, el terme Aprutium derivaria de Praetutium, la terra dels pretutis (Praetutii), una estirp d'origen fenici, fundadors de l'antiga colònia de "Petrut", que va ser anomenada pels romans Petrutia o Praetutia, als voltants de l'actual Teramo.